# الإسلام في موريشيوس

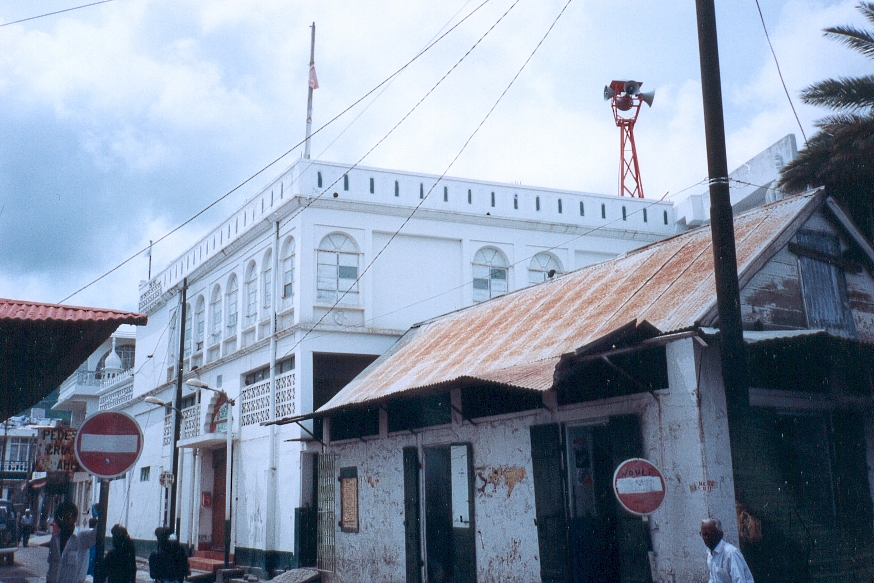
صورة لمسجد بورت لويس، في بورت لويس، موريشيوس، ديسمبر 1990.

يشكل المسلمون حوالي 15.3% وفي بعض المصادر أكثر من 17.3% من سكان موريشيوس. المسلمون في موريشيوس هم في الغالب من أصل هندي. وصلت أعداد كبيرة من المسلمين إلى موريشيوس خلال النظام البريطاني الذي بدأ في عام 1834 كجزء من قوة العمل الكبيرة الحجم بعقود من الهند.:123–124
نالت موريشيوس استقلالها في عام 1968 ولم يحدد الدستور أي دين رسمي ولا يهيمن أي دين. يشكل المسيحيون حوالي ثلث السكان. الهندوس حوالي النصف والمسلمون معظم البقية. يتم الاعتراف بالعديد من الجماعات الدينية بما في ذلك الجماعات الإسلامية بموجب مرسوم برلماني وتتلقى إعانات حكومية وفقًا لنسبتها المئوية من السكان.
تشير الإحصاءات الأخيرة أنه لا تتوفر معلومات محددة حول ديانة السكان بسبب حذفها من استمارات التعداد.
ما يقرب من 95 في المئة من المسلمين هم من أهل السنة والجماعة ويتحدثون بلغة الأوردو. يتكون المجتمع المسلم من ثلاثة أعراق مختلفة وهم ميمونز، سورتيس (التجار الأغنياء الذين جاؤوا من ولاية غوجارات ومقاطعة سورات في الهند)، والكلكتيون الذين جاؤوا إلى موريشيوس للعمل بنظام السخرة من كلكتا. يعتمد الميمونز والسورتيس على الفكر الباكستاني التقليدي في تطبيق تعاليم الإسلام بينما يتبنى الكالكاتيين الفكر الإصلاحي.
يتحدث المسلمون هناك أيضا بلغات أخرى مثل البوجبورية، الغوجاراتية، والتاميلية. يوجد بين الأقلية الشيعية من تعود أصولهم إلى جنوب آسيا في حين أن الآخرين هم من أتباع الطائفة الإسماعيلية من شرق أفريقيا. غالبية الشيعة هم اثني عشرية بينما القلة من الإسماعيلية.
أول مسجد بني لهذا الغرض في موريشيوس هو مسجد كامب ديس لاسكارز في حوالي 1805. تم تغيير اسم المسجد إلى المسجد الأقصى. بني مسجد الجمعة في بور لويس في 1850 وكثيرا ما يوصف بأنه البناء الديني الأكثر جمالا في موريشيوس والمذكور في دليل وزارة السياحة. هناك العديد من المساجد الصغيرة في المدن والقرى حيث يبلغ عددها تقريبا 200 مسجد. تم العثور على أعلى نسبة من المسلمين في العاصمة بور لويس كما يتمركز المسلمون في بلين فيرتي، وارد الخامس، فالي بيتوت، وكامب يولوف.

## التاريخ
يعتقد بعض العلماء أن المسلمين وصلوا إلى موريشيوس مع الهولنديين كعبيد من الجزيرة العربية ، لكن هذا الرأي تم دحضه لأن العرب الذين كانوا مع الهولنديين كانوا في الغالب من التجار. وصل المسلمون إلى موريشيوس إبان الحكم البريطاني ابتداء من عام 1810. وصل العمال المتعاقدون على نطاق واسع من الهند، معظمهم من بيهار وأوتار براديش وأوريسا والبنغال ومومباي وكولكوتا. كان هناك ما مجموعه 450.000 مهاجر خلال الفترة من 1835 إلى 1907، وبعد عام 1909، توقفت هجرة العمال بعقود. تم إحضارهم من الهند لمدة خمس سنوات، وبعد ذلك تم إعادتهم. بحلول عام 1922، عاد 160 ألفًا فقط إلى الهند، بينما استقر آخرون في موريشيوس. كان هناك عدد قليل من عائلات التجار المسلمين الأثرياء من ولاية غوجارات الذين استقروا أيضًا مع غالبية الطبقات العاملة الفقيرة. يُشاع أن تعداد المسلمين كان 33% من إجمالي السكان خلال عام 1835، و64% خلال عام 1861، ولكن يُزعم أنه انخفض إلى أقل من 25% بحلول عام 1909. تقليديا، ظل السنة يشكلون الأغلبية، بينما شكلت الجماعات الأخرى مثل الشافية والشيعة والبهرة السنية حوالي 20 في المائة من إجمالي المسلمين في البلاد.

## مسلمون بارزون
- أمينة غريب فقيم.
- كاسام أوتيم.